# Kay's Cross
Kay's Cross (Thánh giá của Kay) là cây thánh giá bằng đá lớn (cao khoảng 20 foot (6,1 m) rộng 13 foot (4,0 m)) nằm dưới chân chỗ trũng ở đông bắc Kaysville, Utah, Mỹ. Giới nghiên cứu vẫn còn đang tranh cãi về nguồn gốc của nó và một số truyền thuyết thành thị gắn liền với địa điểm này. Thánh giá này sau cùng bị những kẻ không rõ danh tính phá hủy bằng chất nổ vào năm 1992.